# Nobuhiro Tajima
Nobuhiro Tajima (田嶋 伸博 Tajima Nobuhiro?, Suginami, Japón;  28 de junio de 1950) es un piloto japonés de montaña. 
También es dueño de una tienda de tuning, jefe de su propio equipo de rally y expiloto de rally. 
Se lo reconoce por su participación en el programa de rally de Suzuki y sus triunfos en el Pikes Peak International Hillclimb.

## Carrera
Tajima debutó en el año 1968 en el All Japan Dirt Trial Championship - donde ganó su primera carrera.  
Su primera aparición en el Campeonato Mundial de Rally fue en el Rally Lombard RAC de 1981, en donde se inscribió con un Datsun. 
En 1983 fundó Monster Sport International, una tienda de modificaciones especializada para las competiciones. Tres años más tarde dio como definitiva su asociación con Suzuki cuando fundó Suzuki Sport - la división interna de la marca para el automovilismo. 
En 1987, compitió en el Rally Olympus con un coche de la marca japonesa, obteniendo su victoria en primera clase y terminando en el decimoquinto puesto en la clasificación general. Regresó nuevamente al año siguiente, donde volvió a ganar su clase, terminando séptimo en general. 
Entre 1991 y 1992 compitió en el Campeonato de Rally Asia-Pacífico. Cabe destacar que logró destacar en rondas que incluían dos campeonatos en simultáneo tales como el Rally de Australia y el Rally de Nueva Zelanda. 
Inicialmente condujo con un Suzuki Swift, pero luego cambió a un Suzuki Baleno Wagon Kit Car en 1997, y un Suzuki Ignis S1600 en 2001. 
Luego de que el proyecto del Campeonato Mundial Junior de Rally haya sido iniciado en 2002, Tajima decidió retirarse de la conducción de rally para convertirse en el team manager de Suzuki Sport. 

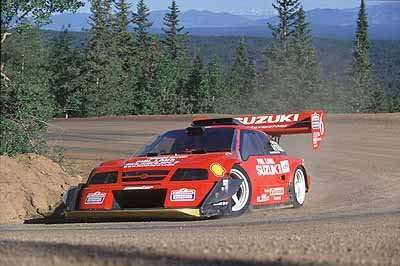
Tajima conduciendo el Escudo V6

Tajima sin embargo siguió compitiendo en los eventos de escalada, la disciplina que lo volvió popular. 
El piloto comenzó a enfrentarse frente al desafío de Pikes Peak desde 1989.  
En 1993, Tajima ganó en la categoría sin restricciones con un Suzuki Cultus de muy altas prestaciones, terminando segundo en los resultados generales.  El año siguiente logró ganar en Pikes Peak a bordo de un Suzuki Escudo bimotor, convirtiéndose en el primer piloto japonés en ganar el evento.  
En 1996, comenzó a conducir su automóvil más icónico, el V6 Suzuki Escudo. Utilizó este vehículo durante tres años consecutivos y logró terminar subcampeón en Pikes Peak tres veces en 1996, 1998 y 1999. Este coche gozó de una aparición en el videojuego Gran Turismo 2, como uno de los más veloces dentro del mismo.  
En 2006, durante el Salón del Automóvil de Ginebra, Tajima anunció que Suzuki Sport formara el Suzuki World Rally Team. Sin embargo, los cambios en el calendario del Campeonato Mundial de Rally resultó que el equipo de Suzuki debutó en un año más tarde. 
Tajima se enfrentó nuevamente a la montaña ese mismo año con una versión moderna del Escudo. A pesar de estrellarse durante las prácticas, logró salir victorioso en general en medio de una carrera que fue acortada por la lluvia.
El 21 de julio de 2007, Tajima superó el récord que Rod Millen había marcado hace trece años. Esto ocurrió durante el Pikes Peak International Hill Climb a bordo de su Suzuki Sport XL7, marcando un tiempo de 10:01.408.
Fue el ganador general nuevamente en el año posterior con el mismo coche con un tiempo de 10:18.250. 

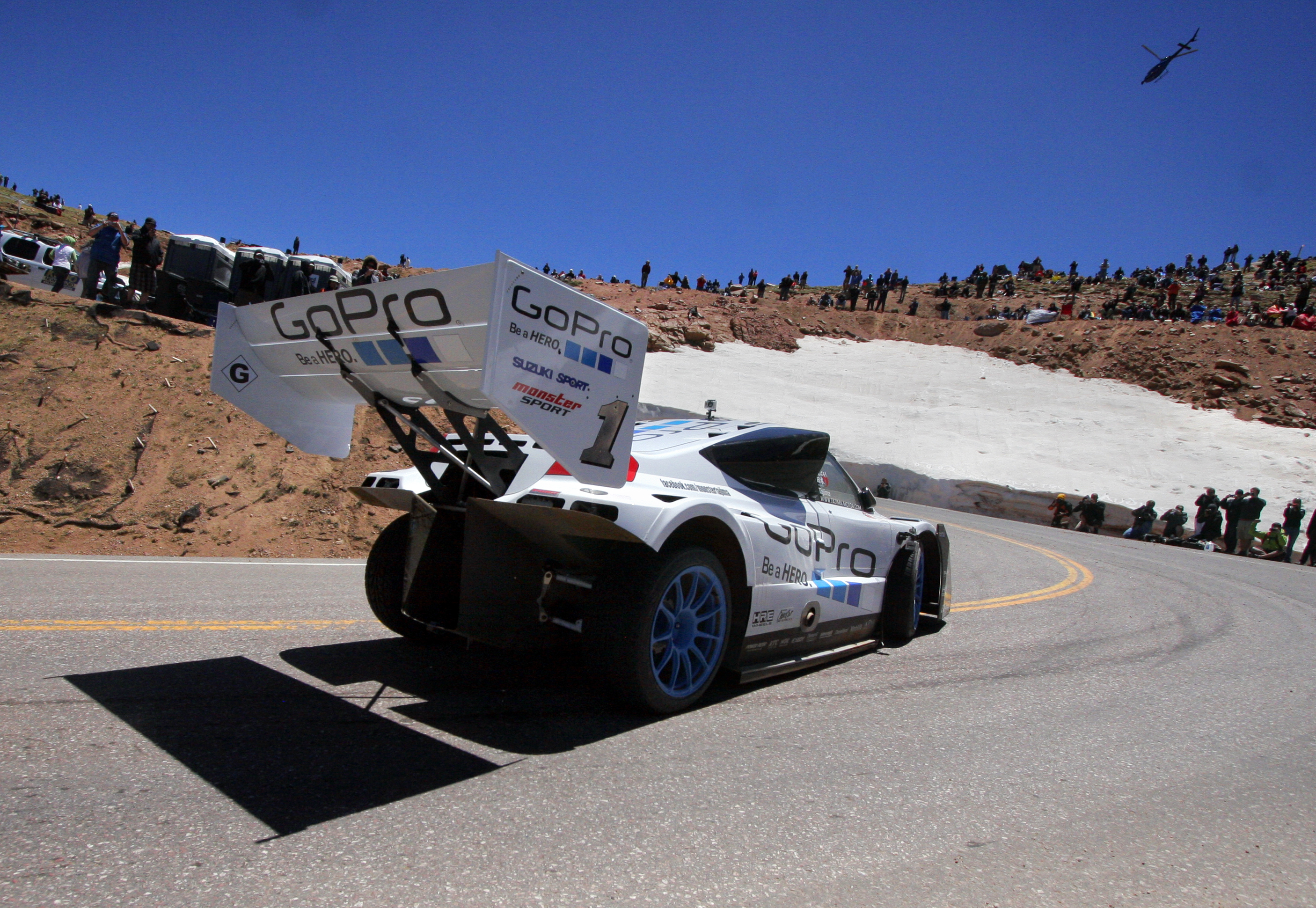
Tajima en camino a romper la barrera de los diez minutos a bordo de su Suzuki SX4

Con el nuevo Suzuki SX4, ganó nuevamente en 2009 y los dos años posteriores. El 26 de junio de 2011 superó su propio récord y rompió la "barrera de los 10 minutos" con un tiempo de 9:51.278. Esta fue su séptima victoria general en Pikes Peak. 
Para el evento 2012 Pikes Peak International Hill Climb, Tajima cambió a la clase eléctrica debido a sus propias preocupaciones respecto al cambio climático. Ese año su auto era un Monster Sport E-RUNNER Electric Pikes Peak Special. A pesar de tener una ventaja notable durante la etapa de clasificación, Tajima no logró completarla debido a un problema de transferencia de energía.  
En 2013, ganó la clase Electric y quedó quinto en general con un tiempo de 9:46.530 en el Monster Sport E-RUNNER. El año siguiente volvió a mejorar su tiempo, creando un nuevo récord en la clase eléctrica con un tiempo de 9:43.90 en el E-RUNNER.
En 2015, su coche fue un Tajima Rimac E-Runner Concept_One, que se fabricó en colaboración con Rimac Automobili. Tajima terminó segundo en la clasificación general con un tiempo de 9:32:401 quedando justo detrás de Rhys Millen en su Drive eO PP03.  
En 2016, ocupó el quinto lugar. El auto no logró superar el tiempo del año pasado. El tiempo quedó perjudicado por fallas en un freno y problemas de sobrecalentamiento.
Tajima ha obtenido a lo largo de su carrera nueve títulos del Campeonato All Japan Dirt Trial, cuatro victorias en el Campeonato Mundial de Rally, dos victorias por clase en el campeonato del Rally Asia-Pacífico, siete victorias en la escalada de Pikes Peak entre 1995 y 2011, y ocho victorias en Race to the Sky desde 1998 a 2007.  
También logró acumular cuatro puntos en la temporada del Campeonato Mundial de Rally de 1988 y terminó en el cuarto puesto entre los pilotos del campeonato de Rally Asia-Pacífico 2001.